# Joella Neema Sambo
Pour les articles homonymes, voir Sambo (homonymie).
Joella Neema Sambo, née le 26 mars 1994 à Bukavu, au Zaïre, est une femme politique congolaise. Elle dirige le conseil provincial de la Jeunesse du Sud-Kivu depuis 2021,.

## Biographie

### Carrière professionnelle
En 2010, elle intègre la Radio Universitaire ISDR Bukavu au Sud-Kivu, puis la Radio Maendeleo en 2013, en tant que stagiaire. En 2017, l’ONG TPO recrute Sambo comme chargée de communication, puis elle devient responsable des programmes. Elle est ensuite mutée par la même organisation à Kalehe en tant que cheffe de bureau.
Elle travaille avec l’ONG GIZ en 2020 avant de revenir à Bukavu,.
En février 2022, elle est élue au Conseil provincial de la Jeunesse (CPJ) de la province du Sud-Kivu. Ce conseil est une structure mise en œuvre par le gouvernement congolais qui a pour but de lier les jeunes et le gouvernement, ainsi que les différents partenaires financiers et techniques,. Le CPJ est également chargé de conseiller les jeunes sur les différentes offres d'emploi et de les accompagner dans les procédures de recherche d'emploi.
Elle est reçue par le ministre de l'aménagement du territoire Guy Laondo, dans le cadre d'un échange sur le programme d'aménagement de 145 territoires de la RDC, la participation des organisations et entreprises dans différentes phases de son élaboration et son exécution le 11 février 2022, au cours duquel elle se prononce sur l'importance de l'implication des jeunes dans la mise en œuvre de ce programme en vue d'atteindre les résultats espérés. De plus, elle présente le programme annuel du conseil de la jeunesse, basé sur la responsabilisation des jeunes à travers l'entreprenariat.
Dans son message de solidarité et d'appel à la paix du 27 juillet 2022, elle invite la jeunesse à faire preuve de responsabilité et de pacifisme quant aux appels au retrait de la Monusco. Elle déclare que la population congolaise et surtout celle de la province du Sud-Kivu qui a des mauvaises conditions de vie, de par l'insécurité et de manque de certains services sociaux de base. Afin de se préparer aux prochains échéances électorales, elle essaye de mettre en place diverses stratégies pouvant permettre d'élire plusieurs jeunes pour les prochaines élections. Elle demande aux autorités d'appuyer les activités des jeunes sur tous les niveaux et dans toutes les entités par la matérialisation de leurs projets, lors de la conférence organisée par le conseil provincial des jeunes à Bagira à l'occasion de la Journée internationale de la jeunesse l'année 2022.